# Liu Jiayu
Liu Jiayu (Hegang (Heilongjiang), 17 september 1992) is een Chinese snowboardster. Ze vertegenwoordigde haar vaderland op de Olympische Winterspelen 2010 (Vancouver), op de Olympische Winterspelen 2014 (Sotsji) en op de Olympische Winterspelen 2018 (Pyeongchang).

## Carrière
Op de wereldkampioenschappen snowboarden 2007 in Arosa eindigde Liu als drieëntwintigste in de halfpipe. Bij haar wereldbekerdebuut, in maart 2007 in Calgary, stond de Chinese direct op het podium. Minder dan een jaar later boekte Liu, in Sungwoo, haar eerste wereldbekerzege. In Gangwon nam de Chinese deel aan de wereldkampioenschappen snowboarden 2009, op dit toernooi veroverde ze de wereldtitel in de halfpipe. Tijdens de Olympische Winterspelen van 2010 eindigde Liu als vierde in de halfpipe.
Op de wereldkampioenschappen snowboarden 2011 in La Molina sleepte de Chinese de bronzen medaille in de wacht in de halfpipe. Tijdens de Olympische Winterspelen van 2014 in Sotsji eindigde de Chinese als negende in de halfpipe.
In de Spaanse Sierra Nevada nam Liu deel aan de FIS wereldkampioenschappen snowboarden 2017. Op dit toernooi eindigde ze als zevende in de halfpipe. Tijdens de Olympische Winterspelen van 2018 in Pyeongchang veroverde ze de zilveren medaille in de halfpipe.

## Resultaten

### Olympische Winterspelen
| Jaar | Plaats      | Resultaten  |
| ---- | ----------- | ----------- |
| 2010 | Vancouver   | 4e Halfpipe |
| 2014 | Sotsji      | 9e Halfpipe |
| 2018 | Pyeongchang | Halfpipe    |

### Wereldkampioenschappen
| Jaar | Plaats        | Resultaten   |
| ---- | ------------- | ------------ |
| 2007 | Arosa         | 23e Halfpipe |
| 2009 | Gangwon       | Halfpipe     |
| 2011 | La Molina     | Halfpipe     |
| 2017 | Sierra Nevada | 7e Halfpipe  |

### Wereldbeker
Eindklasseringen
| Seizoen   | Algm   | HP     |
| --------- | ------ | ------ |
| 2006/2007 | 30e    | 7e     |
| 2007/2008 | 12e    | Zilver |
| 2008/2009 | 4e     | Goud   |
| 2009/2010 | 37e    | 9e     |
| 2010/2011 | 11e    | 9e     |
| 2012/2013 | Zilver | Zilver |
| 2013/2014 | 33e    | 18e    |
| 2014/2015 | 29e    | 9e     |
| 2015/2016 | 9e     | 4e     |
| 2016/2017 | 9e     | Brons  |
| 2017/2018 | Brons  | Zilver |

Wereldbekerzeges
| Datum            | Plaats        | Onderdeel |
| ---------------- | ------------- | --------- |
| 16 februari 2008 | Sungwoo       | Halfpipe  |
| 29 februari 2008 | Calgary       | Halfpipe  |
| 31 oktober 2008  | Saas-Fee      | Halfpipe  |
| 14 januari 2009  | Gujo          | Halfpipe  |
| 21 maart 2009    | Valmalenco    | Halfpipe  |
| 26 augustus 2009 | Cardrona      | Halfpipe  |
| 13 februari 2011 | Yabuli        | Halfpipe  |
| 1 februari 2013  | Park City     | Halfpipe  |
| 21 december 2017 | Secret Garden | Halfpipe  |
| 20 januari 2018  | Laax          | Halfpipe  |
| 20 december 2019 | Secret Garden | Halfpipe  |